# Vincent Müller
Vincent Carsten Maria Müller (Keulen, 23 augustus 2000) is een Duits voetballer die als doelman voor MSV Duisburg speelt.

## Carrière
Vincent Müller speelde in de jeugd van SG Köln-Worringen en 1. FC Köln, waar hij in het seizoen 2018/19 twee wedstrijden met het tweede elftal in de Regionalliga West speelde. In 2019 vertrok hij transfervrij naar FC Würzburger Kickers, waar hij een contract tot medio 2021 tekende. Hier begon hij als reservekeeper achter Eric Verstappen, maar al snel veroverde hij een basisplaats. Würzburger Kickers eindigde tweede in de 3. Liga, en promoveerde zodoende naar de 2. Bundesliga.
In 2020 werd hij gekocht door PSV, waar hij een contract tot medio 2023 tekende. Op 26 september 2020 debuteerde hij voor Jong PSV in de Eerste divisie, in de met 2-1 verloren uitwedstrijd tegen NAC Breda. Een week later zat hij voor het eerst bij de selectie van het eerste elftal.
In juni 2022 maakte hij de overstap naar MSV Duisburg, dat uitkomt in de 3. Liga.

### Statistieken
| Seizoen                    | Club                  | Land           | Competitie      | Competitie | Competitie | Beker | Beker | Overig | Overig | Totaal | Totaal |
| Seizoen                    | Club                  | Land           | Competitie      | Wed.       | Dlp.       | Wed.  | Dlp.  | Wed.   | Dlp.   | Wed.   | Dlp.   |
| -------------------------- | --------------------- | -------------- | --------------- | ---------- | ---------- | ----- | ----- | ------ | ------ | ------ | ------ |
| 2018/19                    | 1. FC Köln II         | Duitsland      | Regionalliga W. | 2          | 0          | –     | –     | –      | –      | 2      | 0      |
| 2019/20                    | FC Würzburger Kickers | Duitsland      | 3. Liga         | 25         | 0          | 0     | 0     | 4      | 0      | 29     | 0      |
| 2020/21                    | FC Würzburger Kickers | Duitsland      | 2. Bundesliga   | 0          | 0          | 0     | 0     | –      | –      | 0      | 0      |
| 2020/21                    | Jong PSV              | Nederland      | Eerste divisie  | 12         | 0          | –     | –     | –      | –      | 12     | 0      |
| 2020/21                    | PSV                   | Nederland      | Eredivisie      | 0          | 0          | 0     | 0     | 0      | 0      | 0      | 0      |
| 2021/22                    | Jong PSV              | Nederland      | Eerste divisie  | 16         | 0          | -     | -     | -      | -      | 16     | 0      |
| 2021/22                    | PSV                   | Nederland      | Eredivisie      | 0          | 0          | 0     | 0     | 0      | 0      | 0      | 0      |
| 2022/23                    | MSV Duisburg          | Duitsland      | 3. Liga         | 0          | 0          | 0     | 0     | 0      | 0      | 0      | 0      |
| Carrièretotaal             | Carrièretotaal        | Carrièretotaal | Carrièretotaal  | 55         | 0          | 0     | 0     | 4      | 0      | 59     | 0      |
| Bijgewerkt op 21 juni 2022 |                       |                |                 |            |            |       |       |        |        |        |        |

## Erelijst
| Johan Cruijff Schaal | 1 | 2021    |
| KNVB-Beker           | 1 | 2021/22 |